# Ardwick Association Football Club 1891-1892
Questa pagina raccoglie i dati riguardanti l'Ardwick Association Football Club nelle competizioni ufficiali della stagione 1891-1892.

## Stagione
Nella stagione 1891-92 l'Ardwick A.F.C ha partecipato alla terza e ultima edizione della Football Alliance, prima della sua fusione con la Football League.

## Maglie
| Manica sinistra · Maglietta · Maglietta · Manica destra · Pantaloncini · Calzettoni |
|                                                                                     |

## Rosa
| N. |                           | Ruolo | Calciatore          |
| -- | ------------------------- | ----- | ------------------- |
|    | Scozia (bandiera)         | P     | William Douglas     |
|    | Scozia (bandiera)         | A     | Jack Angus          |
|    | Scozia (bandiera)         | A     | Bob Milarvie        |
|    | Galles (bandiera)         | A     | Hugh Morris         |
|    | Inghilterra (bandiera)    | A     | David Weir          |
|    | non conosciuta (bandiera) |       | Joe Baker           |
|    | non conosciuta (bandiera) |       | Boggie              |
|    | non conosciuta (bandiera) |       | Cooke               |
|    | non conosciuta (bandiera) |       | Davidson            |
|    | non conosciuta (bandiera) |       | Joe Davies          |
|    | non conosciuta (bandiera) |       | Archibald Fergusons |
|    | non conosciuta (bandiera) |       | William Hopkins     |
|    | non conosciuta (bandiera) |       | Jackson             |

| N. |                           | Ruolo | Calciatore      |  |
| -- | ------------------------- | ----- | --------------- |  |
|    | non conosciuta (bandiera) |       | A. Jones        |  |
|    | non conosciuta (bandiera) |       | John McVickers  |  |
|    | non conosciuta (bandiera) |       | McWhinnie       |  |
|    | non conosciuta (bandiera) |       | Harry Middleton |  |
|    | non conosciuta (bandiera) |       | John Milne      |  |
|    | non conosciuta (bandiera) |       | Neil            |  |
|    | non conosciuta (bandiera) |       | Parry           |  |
|    | non conosciuta (bandiera) |       | Pearson         |  |
|    | non conosciuta (bandiera) |       | Powery          |  |
|    | non conosciuta (bandiera) |       | David Robson    |  |
|    | non conosciuta (bandiera) |       | Robert Robinson |  |
|    | non conosciuta (bandiera) |       | Sharpe          |  |
|    | non conosciuta (bandiera) |       | Danny Whittle   |  |

## Risultati

### Football Alliance
| Manchester 12 settembre 1891                              | Ardwick   | 3 – 3 | Bootle | Hyde Road (6.000 spett.) |
| \| \| \| \| \| Whittle Davies Morris \| Marcatori \| ? \| |           |       |        |                          |
|                                                           |           |       |        |                          |
| Whittle Davies Morris                                     | Marcatori | ?     |        |                          |

| Lincoln 19 settembre 1891           | Lincoln City | 3 – 0 | Ardwick | John O'Gaunts (2.000 spett.) |
| \| \| \| \| \| ? \| Marcatori \| \| |              |       |         |                              |
|                                     |              |       |         |                              |
| ?                                   | Marcatori    |       |         |                              |

| Manchester 26 settembre 1891             | Ardwick   | 1 – 0 | Burton Swifts | Hyde Road (6.000 spett.) |
| \| \| \| \| \| Morris \| Marcatori \| \| |           |       |               |                          |
|                                          |           |       |               |                          |
| Morris                                   | Marcatori |       |               |                          |

| Manchester 10 ottobre 1891                                  | Newton Heath | 3 – 1  | Ardwick | North Road (4.000 spett.) |
| \| \| \| \| \| Donaldson Farman , \| Marcatori \| Davies \| |              |        |         |                           |
|                                                             |              |        |         |                           |
| Donaldson Farman ,                                          | Marcatori    | Davies |         |                           |

| Manchester 17 ottobre 1891                                    | Ardwick   | 4 – 3 | Birmingham St George's | Hyde Road (6.000 spett.) |
| \| \| \| \| \| McWhinnie Boggie , Morris \| Marcatori \| ? \| |           |       |                        |                          |
|                                                               |           |       |                        |                          |
| McWhinnie Boggie , Morris                                     | Marcatori | ?     |                        |                          |

| Manchester 7 novembre 1891                                         | Ardwick   | 6 – 0 | Walsall Town Swifts | Hyde Road (4.500 spett.) |
| \| \| \| \| \| Morris , , Milne Milarvie Boggie \| Marcatori \| \| |           |       |                     |                          |
|                                                                    |           |       |                     |                          |
| Morris , Milne Milarvie Boggie                                     | Marcatori |       |                     |                          |

| Manchester 14 novembre 1891                | Ardwick   | 1 – 3 | Nottingham Forest | Hyde Road (11.000 spett.) |
| \| \| \| \| \| Morris \| Marcatori \| ? \| |           |       |                   |                           |
|                                            |           |       |                   |                           |
| Morris                                     | Marcatori | ?     |                   |                           |

| Nottingham 19 novembre 1891         | Nottingham Forest | 4 – 0 | Ardwick | Town Ground (2.000 spett.) |
| \| \| \| \| \| ? \| Marcatori \| \| |                   |       |         |                            |
|                                     |                   |       |         |                            |
| ?                                   | Marcatori         |       |         |                            |

| Burton upon Trent 21 novembre 1891                      | Burton Swifts | 4 – 4             | Ardwick | Peel Croft (2.000 spett.) |
| \| \| \| \| \| ? \| Marcatori \| , , Boggie Milarvie \| |               |                   |         |                           |
|                                                         |               |                   |         |                           |
| ?                                                       | Marcatori     | , Boggie Milarvie |         |                           |

| Manchester 28 novembre 1891                          | Ardwick   | 2 – 3 | Lincoln City | Hyde Road (12.000 spett.) |
| \| \| \| \| \| McWhinnie Davies \| Marcatori \| ? \| |           |       |              |                           |
|                                                      |           |       |              |                           |
| McWhinnie Davies                                     | Marcatori | ?     |              |                           |

| Manchester 5 dicembre 1891          | Ardwick   | 0 – 4 | The Wednesday | Hyde Road (5.000 spett.) |
| \| \| \| \| \| \| Marcatori \| ? \| |           |       |               |                          |
|                                     |           |       |               |                          |
|                                     | Marcatori | ?     |               |                          |

| Manchester 19 dicembre 1891                        | Ardwick   | 2 – 2    | Newton Heath | Hyde Road (10.000 spett.) |
| \| \| \| \| \| Milne , \| Marcatori \| , Farman \| |           |          |              |                           |
|                                                    |           |          |              |                           |
| Milne ,                                            | Marcatori | , Farman |              |                           |

| Manchester 25 dicembre 1891                           | Ardwick   | 3 – 1 | Grimsby Town | Hyde Road (6.000 spett.) |
| \| \| \| \| \| Milarvie , Morris \| Marcatori \| ? \| |           |       |              |                          |
|                                                       |           |       |              |                          |
| Milarvie , Morris                                     | Marcatori | ?     |              |                          |

| Sheffield 26 dicembre 1891          | The Wednesday | 2 – 0 | Ardwick | Olive Grove (7.000 spett.) |
| \| \| \| \| \| ? \| Marcatori \| \| |               |       |         |                            |
|                                     |               |       |         |                            |
| ?                                   | Marcatori     |       |         |                            |

| Manchester 2 gennaio 1892                  | Ardwick   | 2 – 2 | Small Heath | Hyde Road (4.000 spett.) |
| \| \| \| \| \| Morris , \| Marcatori \| \| |           |       |             |                          |
|                                            |           |       |             |                          |
| Morris ,                                   | Marcatori |       |             |                          |

| Bootle 23 gennaio 1892                    | Bootle    | 2 – 1 | Ardwick | Hawthorne Road (3.000 spett.) |
| \| \| \| \| \| ? \| Marcatori \| Parry \| |           |       |         |                               |
|                                           |           |       |         |                               |
| ?                                         | Marcatori | Parry |         |                               |

| Grimsby 30 gennaio 1892             | Grimsby Town | 4 – 0 | Ardwick | Abbey Park (3.000 spett.) |
| \| \| \| \| \| ? \| Marcatori \| \| |              |       |         |                           |
|                                     |              |       |         |                           |
| ?                                   | Marcatori    |       |         |                           |

| Birmingham 20 febbraio 1892         | Small Heath | 4 – 0 | Ardwick | Muntz Street (2.000 spett.) |
| \| \| \| \| \| ? \| Marcatori \| \| |             |       |         |                             |
|                                     |             |       |         |                             |
| ?                                   | Marcatori   |       |         |                             |

| Manchester 1º marzo 1892                              | Ardwick   | 4 – 0 | Crewe Alexandra | Hyde Road (5.000 spett.) |
| \| \| \| \| \| Milne Davies , Weir \| Marcatori \| \| |           |       |                 |                          |
|                                                       |           |       |                 |                          |
| Milne Davies , Weir                                   | Marcatori |       |                 |                          |

| Birmingham 5 marzo 1892                 | Birmingham St George's | 0 – 1 | Ardwick | Fentham Road (2.000 spett.) |
| \| \| \| \| \| \| Marcatori \| Milne \| |                        |       |         |                             |
|                                         |                        |       |         |                             |
|                                         | Marcatori              | Milne |         |                             |

| Walsall 26 marzo 1892                           | Walsall Town Swifts | 2 – 2       | Ardwick | Chuckery Sports Ground (2.000 spett.) |
| \| \| \| \| \| ? \| Marcatori \| Davies Weir \| |                     |             |         |                                       |
|                                                 |                     |             |         |                                       |
| ?                                               | Marcatori           | Davies Weir |         |                                       |

| Crewe 6 aprile 1892                              | Crewe Alexandra | 2 – 2        | Ardwick | Nantwich Road (2.000 spett.) |
| \| \| \| \| \| ? \| Marcatori \| Davies Angus \| |                 |              |         |                              |
|                                                  |                 |              |         |                              |
| ?                                                | Marcatori       | Davies Angus |         |                              |

### FA Cup

#### Primo turno di qualificazione
| Manchester 3 ottobre 1891                                                  | Newton Heath | 5 – 1   | Ardwick | North Road (11.000 spett.) |
| \| \| \| \| \| Farman , Edge Sneddon R. Doughty \| Marcatori \| Pearson \| |              |         |         |                            |
|                                                                            |              |         |         |                            |
| Farman , Edge Sneddon R. Doughty                                           | Marcatori    | Pearson |         |                            |

## Statistiche

### Statistiche di squadra
| Competizione | Punti | In casa | In casa | In casa | In casa | In casa | In casa | In trasferta | In trasferta | In trasferta | In trasferta | In trasferta | In trasferta | Totale | Totale | Totale | Totale | Totale | Totale | DR  |
| Competizione | Punti | G       | V       | N       | P       | Gf      | Gs      | G            | V            | N            | P            | Gf           | Gs           | G      | V      | N      | P      | Gf     | Gs     | DR  |
| ------------ | ----- | ------- | ------- | ------- | ------- | ------- | ------- | ------------ | ------------ | ------------ | ------------ | ------------ | ------------ | ------ | ------ | ------ | ------ | ------ | ------ | --- |
| Campionato   | 18    | 11      | 5       | 3       | 3       | 28      | 21      | 11           | 1            | 3            | 7            | 11           | 30           | 22     | 6      | 6      | 10     | 39     | 51     | -12 |
| FA Cup       | -     |         |         |         |         |         |         | 1            | 0            | 0            | 1            | 1            | 5            | 1      | 0      | 0      | 1      | 1      | 5      | -4  |
| Totale       | -     | 11      | 5       | 3       | 3       | 28      | 21      | 12           | 1            | 3            | 8            | 12           | 35           | 23     | 6      | 6      | 11     | 40     | 56     | -16 |